# Gustaf Eisen
Gustaf Eisen (* 2. August 1847 in Stockholm, Schweden; † 29. Oktober 1940 in Manhattan, New York, Vereinigte Staaten) war ein schwedischer Naturforscher und Sammler. Er war zu seiner Zeit ein führender Spezialist der Regenwurmforschung, begründete die Rosinen-Industrie in Kalifornien, gründete den zweitältesten Nationalpark der Vereinigten Staaten und machte einen Kelch populär, den er für den Heiligen Kelch hielt. Seinen Namen hat er gelegentlich auch „Gustav Eisen“ oder „Gustavus A. Eisen“ geschrieben.

## Jugend
Gustaf kam 1847 als Sohn des Großhändlers Frans Eisen und seiner zweiten Ehefrau Amalia, geb. Markander, zur Welt. Die Mutter seiner sieben Geschwister war schon lange zuvor verstorben. Der Junge kränkelte in seiner Jugend und wurde deswegen von den Eltern als Elfjähriger mit einem Kindermädchen nach Gotland geschickt, wo er die folgenden fünf Jahre verbrachte. Die Lehrer der Allgemeinen Lehranstalt in Visby – unter ihnen der Kulturhistoriker Pehr Arvid Säve (1811–1887) – lobt Eisen in seinen autobiografischen Skizzen in höchsten Tönen. 1866 starb Eisens Vater und hinterließ ihm ein beträchtliches Vermögen.
Eisens bester Freund auf Gotland wurde Anton Stuxberg (1849–1902), der später durch die Vega-Expedition bekannt wurde. Gemeinsam schrieben die beiden die Abhandlung „Beiträge zum Wissen über Gotska Sandön“, die trotz des jugendlichen Alters der Autoren 1868 von der Königlichen Akademie der Wissenschaften veröffentlicht wurde. Bis heute umstritten ist, ob sie tatsächlich einen Weißrückenspecht gesehen haben, wie sie darin angeben. 1869 folgte das zweite Buch „Gotlands Phanerogamen und Thallophyten, mit Fundorten für die selteneren“. Es enthält ein Verzeichnis sämtlicher 957 Pflanzenarten, die damals auf Gotland bekannt waren.
Den späteren Schriftsteller August Strindberg hatte Eisen bereits in der Volksschule kennengelernt, und nach seiner Rückkehr aus Gotland waren sie wieder Schulkameraden an der Höheren Lehranstalt in Stockholm. 1868 machte er Abitur. Anschließend gingen sie gemeinsam zum Studium nach Uppsala. Eisen unterstützte gemeinsam mit einem anderen Kommilitonen Strindberg mit einem Stipendium von 25 Kronen monatlich, wobei die beiden Geldgeber sich hinter einem Pseudonym verbargen. Strindberg hat Eisen in seinem Buch „Aus dem lateinischen Viertel: Skizzen aus dem schwedischen Universitätsleben“ in einer kurzen Erzählung als „Der Eigenbrötler“ porträtiert.

## Studium
Eisen studierte unter anderem bei dem Zoologen Vilhelm Lilljeborg und dem Botaniker Thore Magnus Fries. Zur Regenwurmforschung wurde er von dem Stockholmer Veterinärprofessor Hjalmar Kinberg (1820–1908), der auch die zoologischen Sammlungen der Akademie der Wissenschaften betreute, angeregt. 1870 veröffentlichte er die „Beiträge zur Oligochaetenfauna Skandinaviens“, in denen er sämtliche damals bekannte Regenwurmarten Skandinaviens abhandelte. Gustaf Eisen war einer der ersten Darwinisten in Skandinavien, und so schickte er sein Buch auch an Charles Darwin (Darwin zitierte später in seinem Werk „Die Bildung der Ackererde durch die Tätigkeit der Würmer“ Eisens Arbeit zur Regenwurm-Systematik, weil es entsprechende Arbeiten im englischen Sprachraum nicht gab).
1873 legte Eisen in Uppsala sein Examen ab und wurde sofort im Fach Zoologie zum Dozenten ernannt. Sven Lovén, Leiter der Wirbellosenabteilung im Naturhistorischen Reichsmuseum in Stockholm, sah in Eisen einen möglichen Nachfolger. Er organisierte für den jungen Forscher eine Forschungsreise nach Boston zu dem bekannten Louis Agassiz und weiter nach Kalifornien. Agassiz war von Eisen derartig begeistert, dass er ihn verpflichtete, nicht nur für die schwedischen Forscher, sondern auch für ihn zu sammeln. Er versorgte ihn mit der Ausstattung für eine zweijährige Expedition, die nach San Francisco verschifft wurde, und versprach ihm bei der Rückkehr eine Professur an der Harvard University. In Kalifornien angekommen, wurde Eisen in die California Academy of Sciences gewählt, musste aber auch erfahren, dass Agassiz überraschend verstorben war. Er erforschte zunächst die damals noch unbewohnte Insel Santa Catalina Island.

## Beiträge zum kalifornischen Gartenbau
In Kalifornien begegnete er auch dem späteren Begründer der Anthropogeografie Friedrich Ratzel. 1874 reisten beide zwei Monate lang in die Sierra Nevada. Eisen hatte sein gesamtes Erbe in der Seeversicherungsgesellschaft „Neptunus“ angelegt. Als sie in Konkurs ging, konnten nur tausend Kronen gerettet werden, und Gustaf Eisen stand plötzlich mittellos da. Sein Halbbruder Francis, der in Kalifornien lebte, setzte ihn auf einer Farm bei Fresno im San Joaquin Valley als Verwalter ein. Die Eisen-Brüder begannen mit wenigen Hektar Wein und einem kleinen Luzernefeld, aber um 1880 umfasste die Farm bereits über 120 Hektar mit eigener Bewässerung, einer Brennerei und großen Obstgärten und produzierte 5000 Hektoliter Wein. Eisen experimentierte gerne mit neuen Pflanzen, versuchte Tabak anzubauen, bevor ihn ein Freund auf die Idee brachte, Rosinen zu produzieren. Zu diesem Zweck importierte er Trauben, die für die Rosinenproduktion geeignet waren, aus Australien und begründete so einen bedeutenden Zweig der kalifornischen Gartenbauindustrie. Sein Wissen veröffentlichte er 1890 in The Raisin Industry, das zum Standardwerk wurde. Weitere Pflanzen, die Eisen in den kalifornischen Gartenbau einführte, waren die Feige und die Avocado. Später kaufte er eigenes Land und startete eine Baumschule.

## Die Gründung des Sequoia National Park

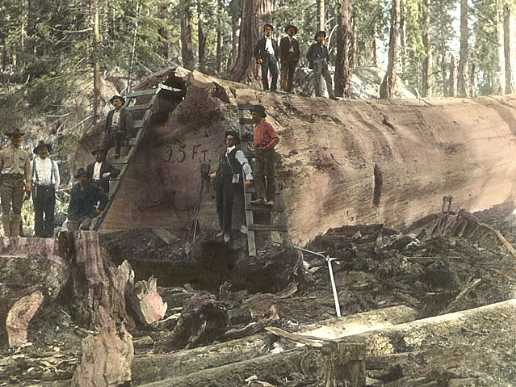
Fällung eines Mammutbaums im Sequoia National Park in den 1890er Jahren (koloriertes Bild für Laterna magica)

Die Mammutbäume, die in einzelnen Gruppen in der Sierra Nevada stehen, waren erst 1852 entdeckt worden. Anhänger des dänischen Sozialisten Laurence Grønlund (1846–1899) wollten in dieser Gegend Land kaufen und die Bäume fällen. Eisen prangerte die drohende Abholzung in einem Vortrag vor der California Academy an und arbeitete einen Plan für ein Reservat aus. Am 25. September 1890 wurde nur ein relativ kleiner Sequoia National Park gegründet. Eisen intervenierte direkt bei US-Präsident Benjamin Harrison, der eine Woche später die Fläche durch einen Erlass verdreifachte. Beim Sequoia National Park handelt es sich nach dem Yellowstone-Nationalpark um den zweitältesten Nationalpark der USA.
In den 1890er Jahren arbeitete Eisen als Abteilungsleiter an der California Academy of Sciences. Die einzige bekannte Beziehung pflegte er zu Alice Eastwood, der Abteilungsleiterin für Botanik, doch blieben beide ledig. Um die Jahrhundertwende gab Eisen seinen Posten auf und eröffnete ein Fotoatelier in San Francisco. Noch zweimal – 1904 und 1906 – kehrte Eisen für einen privaten Besuch nach Schweden zurück. Als die Stadt nach dem Erdbeben von 1906 abbrannte, verlor Eisen seine Bibliothek, Archiv und Korrespondenz. Er selbst befand sich zu der Zeit in Italien.

## Kunsthistorische Arbeiten

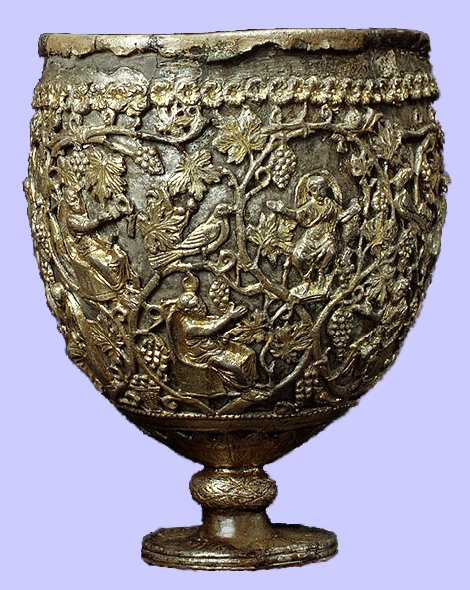
Der Kelch, von dem Eisen meinte, dass Jesus ihn beim letzten Abendmahl verwendet habe, wird heute in die erste Hälfte des 6. Jahrhunderts datiert.

Bereits im Januar 1882 hatte Eisen das Weingut seines Bruders verlassen und war nach Guatemala gereist, das er ein Jahr lang – meistens zu Fuß – durchstreifte. Die Umstände dieser Reise sind unklar. Durch seine Kontakte nach Guatemala verfiel später Phoebe Hearst auf Eisen, als sie eine Sammlung mittelamerikanischer Textilien aufbauen wollte. 1902 reiste Eisen in ihrem Auftrag nochmals ein Jahr lang durch Guatemala. Hearst war mit dem Ergebnis so zufrieden, dass sie auch seine weiteren Projekte bis zum Ersten Weltkrieg unterstützte.
Ab 1910 streifte Eisen durch Europa, wobei er lange in Rom wohnte. Im April 1915 kehrte er nach New York zurück, wo ihm in einem Antiquitätenladen ein eigentümlicher Silberkelch gezeigt wurde. Der Besitzer des Ladens Fahim Kouchakji bat ihn darum, ein Gutachten zu dem Kelch zu verfassen. Nach acht Jahren erschien schließlich ein sieben Kilo schweres Buch The Great Chalice of Antioch, in dem Eisen behauptete, den Heiligen Kelch entdeckt zu haben. Der Silberkelch wird heute im Metropolitan Museum of Art aufbewahrt. In hohem Alter verfasste Eisen noch Bücher über Glas-Objekte bis zum 16. Jahrhundert und über die Portraits, die von George Washington überliefert sind. Seine letzten Lebensjahre verbrachte er in New York; seine Asche ist am Mount Eisen begraben.

## Nach Eisen benannte Organismen
Zahlreiche Organismen sind nach Eisen benannt, darunter die beiden Gattungen Eisenia bei den Braunalgen (Areschoug 1876) und Regenwürmern (Malm 1877; dazu gehört etwa der Kompostwurm Eisenia fetida). Über 50 Arten tragen seinen Namen, darunter Regenwürmer, Mücken, Bienen, Ameisen, Libellen, Spinnen, Ruderfußkrebse, Braunalgen und eine Schlange.

## Veröffentlichungen (Auswahl)
- Gustaf Eisen und Anton Stuxberg: Gotlands Fanerogamer och Thallogamer, med fyndorter för de sällsyntare [deutsch: Gotlands Phanerogamen und Thallophyten, mit Fundorten für die selteneren]. Uppsala 1869.
- Gustaf Eisen: Bidrag till Skandinaviens Oligochaetfauna [deutsch: Beiträge zur Oligochaetenfauna Skandinaviens]. P. A. Norstedt & Söner, Stockholm 1872/1874.
- Gustav Eisen: The Raisin Industry. A Practical Treatise On The Raisin Grapes, Their History, Culture And Curing. H. S. Crocker, San Francisco 1890.
- Gustav Eisen: The Fig: Its History, Culture, and Curing. United States Government Printing Office, Washington 1901.
- Gustavus A. Eisen: Glass, its origin, history, chronology, technic and classification to the sixteenth century. William Edwin Rudge, New York 1927.
- Gustavus A. Eisen: The Great Chalice of Antioch, on which are depicted in sculpture the earliest known Portraits of Christ, apostles and Evangelists. 2 Bände. Kouchakji Frères, New York 1928.
- Gustavus A. Eisen: Portraits of Washington. 3 Bände. Robert Hamilton & Associates, New York 1932.